# Supercoppa di Germania 2009 (pallacanestro)
La Supercoppa di Germania 2009 (ufficialmente BBL Champions Cup 2009) è stata la 4ª edizione della Supercoppa di Germania.
La partita è stata disputata il 3 ottobre 2009 presso l'Artland-Arena di Quakenbrück tra l'EWE Oldenburg, campione di Germania 2008-09 e e il Telekom Bonn, finalista del campionato e della DBB-Pokal 2009.

## Finale
| Quakenbrück 3 ottobre 2009, ore 19:30 UTC+2 | EWE Oldenburg | 69 – 53 (10-15, 28-24, 43-40) referto                                                                                | Telekom Bonn | Artland-Arena (2.750 spett.) |
| \| \| \| \| \| Gardner 16 \| Punti \| 19 Taylor \| \| Gardner 4 \| Assist \| 4 Jordan \| \| Boumtje-Boumtje 9 \| Rimbalzi \| 7 Yarbrough \| \| 8 Foster• 12 Perković• 22 Gardner• 23 Paulding• 44 Boumtje-Boumtje 4 Šćekić• 5 Buljević• 6 Strauch• 9 Njei• 10 Majstorović• 19 Hain• 24 Carter \| Formazioni \| 4 Taylor• 5 Ensminger• 10 Jordan• 12 Yarbrough• 13 Flomo 6 Strasser• 7 King• 9 Bowler• 11 Kolodziejski• 14 Ohlbrecht \| \| Predrag Krunić \| Allenatori \| Michael Koch \| |               | |              |                              |
| |               | |              |                              |
| Gardner 16 | Punti         | 19 Taylor |              |                              |
| Gardner 4 | Assist        | 4 Jordan |              |                              |
| Boumtje-Boumtje 9 | Rimbalzi      | 7 Yarbrough |              |                              |
| 8 Foster• 12 Perković• 22 Gardner• 23 Paulding• 44 Boumtje-Boumtje 4 Šćekić• 5 Buljević• 6 Strauch• 9 Njei• 10 Majstorović• 19 Hain• 24 Carter | Formazioni    | 4 Taylor• 5 Ensminger• 10 Jordan• 12 Yarbrough• 13 Flomo 6 Strasser• 7 King• 9 Bowler• 11 Kolodziejski• 14 Ohlbrecht |              |                              |
| Predrag Krunić | Allenatori    | Michael Koch |              |                              |